# Sainte-Honorine-de-Ducy
Sainte-Honorine-de-Ducy és un municipi francès situat al departament de Calvados i a la regió de Normandia. L'any 2007 tenia 131 habitants.

## Demografia

### Població
El 2007 la població de fet de Sainte-Honorine-de-Ducy era de 131 persones. Hi havia 40 famílies de les quals 4 eren unipersonals (4 homes vivint sols), 12 parelles sense fills i 24 parelles amb fills.
La població ha evolucionat segons el següent gràfic:
Habitants censats

### Habitatges
El 2007 hi havia 59 habitatges, 45 eren l'habitatge principal de la família, 7 eren segones residències i 7 estaven desocupats. Tots els 59 habitatges eren cases. Dels 45 habitatges principals, 36 estaven ocupats pels seus propietaris i 9 estaven llogats i ocupats pels llogaters; 1 tenia dues cambres, 3 en tenien tres, 17 en tenien quatre i 25 en tenien cinc o més. 38 habitatges disposaven pel capbaix d'una plaça de pàrquing. A 20 habitatges hi havia un automòbil i a 26 n'hi havia dos o més.

### Piràmide de població
La piràmide de població per edats i sexe el 2009 era:
| Homes | Edats   | Dones |
| ----- | ------- | ----- |
| 0     | 95 o +  | 0     |
| 0     | 90 a 94 | 0     |
| 0     | 85 a 89 | 4     |
| 0     | 80 a 84 | 0     |
| 0     | 75 a 79 | 0     |
| 0     | 70 a 74 | 4     |
| 8     | 65 a 69 | 4     |
| 4     | 60 a 64 | 0     |
| 4     | 55 a 59 | 4     |
| 0     | 50 a 54 | 8     |
| 4     | 45 a 49 | 4     |
| 0     | 40 a 44 | 0     |
| 4     | 35 a 39 | 8     |
| 8     | 30 a 34 | 0     |
| 4     | 25 a 29 | 0     |
| 8     | 20 a 24 | 4     |
| 4     | 15 a 19 | 0     |
| 8     | 10 a 14 | 0     |
| 8     | 5 a 9   | 4     |
| 4     | 0 a 4   | 0     |

## Economia
El 2007 la població en edat de treballar era de 87 persones, 62 eren actives i 25 eren inactives. De les 62 persones actives 55 estaven ocupades (34 homes i 21 dones) i 7 estaven aturades (3 homes i 4 dones). De les 25 persones inactives 8 estaven jubilades, 8 estaven estudiant i 9 estaven classificades com a «altres inactius».
Activitats econòmiques
Els 2 establiments que hi havia el 2007 eren d'empreses de construcció.
Dels 2 establiments de servei als particulars que hi havia el 2009, 1 era un guixaire pintor i 1 electricista.
L'any 2000 a Sainte-Honorine-de-Ducy hi havia 10 explotacions agrícoles.

## Poblacions més properes
El següent diagrama mostra les poblacions més properes.